# Kream (canción)
«Kream» (estilizado en mayúsculas como KREAM) es una canción de la rapera australiana-estadounidense Iggy Azalea en colaboración con el rapero Tyga, fue lanzada el 20 de julio de 2018 a través de Island Records como primer sencillo de su futuro cuarto EP, Survive the Summer. Fue escrita por Azalea, Tyga, y Ronny J . La producción estuvo a cargo de Ronny J , GT y Wallis Lane. «Kream» contiene partes de la canción «C.R.E.A.M.» de Wu-Tang Clan y «Dead End» de Raw Beat Mafia. La canción logró debutar en el número 96 en la lista Billboard Hot 100 el 21 de julio de 2018.

## Antecedentes y lanzamiento
A principios de julio de 2018, Azalea publicó en Twitter, "Ya que no puedo hablar de nada sin que me lo pregunten, cuándo saldrá el "EP STS", saldrá el 6 de julio. #TheMoreYouKnow". La canción era originalmente para el álbum titulado Digital Distortion, pero fue finalmente descartado. Además, la canción se retrasó después de que Island Records designó a Darcus Beese como nuevo presidente de la discográfica en mayo de 2018. Los adelantos del video musical mostraron a Azalea y Tyga durante el proceso de filmación de este antes del lanzamiento.
«Kream» contiene una interpolación de «C.R.E.A.M.» del grupo Wu-Tang Clan, escrita por GZA, Ghostface Killah, U God, Ol 'Dirty Bastard, RZA, Inspectah Deck, Method Man y Raekwon y también de la canción «Dead End» de Raw Beat Mafia, escrito por Nima Jahanbin, Paimon Jahanbin, Isaac Hayes y David Porter. El título de la canción es un acrónimo que proviene de la línea "cash rules everything around me".
La canción fue lanzada junto con un sencillo promocional titulado "Tokyo Snow Trip" el 6 de julio, el mismo día que el lanzamiento programado del EP Survive the Summer de Azalea . En su lugar el EP fue puesto en pre-orden, programado para su lanzamiento en agosto.
El 12 de julio de 2018, Azalea escribió en su cuenta de Twitter para decir que después del éxito de la canción, su sello discográfico, Island Records decidió enviar la canción a la radio. Originalmente, la canción estaba destinada actuar como un sencillo promocional antes de que se volviera viral a través de Internet, lo que ayudó a poner en marcha la nueva era de Azalea.

## Composición
«Kream» es una pista libre de rebote lento, con menciones de
Sid Vicious miembro de la banda "Sex Pistols", Ice Cube y la modelo Bella Hadid, haciendo referencia a su entrevista viral 'homeboy', con la parte "Keep that energy, gon’ up that Hennessy (ass)/I need my bag quickly/Separate six-degrees, bitches said they know me/ Sex pistols, Sid Vicious, wet you when it's horny/Hit me on my cash app, check it in the morning"[..] "And it's perfect timing, dream with the tanny/ Bella Hadid, homie could get it".

## Video musical
El video musical tiene lugar en una casa oscura con luces de neón con una sensación futurista, en la que Azalea hace twerking junto a unas bailarinas. Después de un breve problema legal potencial con respecto al video musical, que Azalea apodó "Ovengate" en Twitter, el video musical se lanzó en la tarde del 6 de julio de 2018. El video superó los 20 millones de visitas menos que seis días después de su lanzamiento, siendo un nuevo récord para Azalea.

## Posicionamiento en listas
| Listas (2018)                                                | Mejor posición |
| ------------------------------------------------------------ | -------------- |
| Australia Australian Artist Singles (ARIA)                   | 14             |
| Australia Digital Tracks (ARIA)                              | 27             |
| Canadá (Canadian Hot 100)                                    | 54             |
| Estados Unidos (Billboard Hot 100)                           | 96             |
| Estados Unidos US Digital Songs (Billboard)                  | 41             |
| Estados Unidos US R&B/Hip-Hop Digital Song Sales (Billboard) | 11             |
| Estados Unidos (Rhythmic)                                    | 26             |
| Francia (SNEP)                                               | 152            |
| Hungría (Single Top 40)                                      | 26             |
| Irlanda (IRMA)                                               | 96             |
| Japón Hot Overseas (Billboard)                               | 34             |
| Nueva Zelanda Hot Singles (RMNZ)                             | 11             |

## Certificaciones
| País           | Organismo certificador | Certificación | Ventas certificadas | Ref.   |
| -------------- | ---------------------- | ------------- | ------------------- | ------ |
| Estados Unidos | RIAA                   | Platino       | 1 000 000           | [ 23 ] |
| Polonia        | ZPAV                   | Oro           | 10 000              | [ 24 ] |

## Historial de lanzamiento
| Región         | Fecha               | Formato                     | Discográfica                    | Ref.   |
| -------------- | ------------------- | --------------------------- | ------------------------------- | ------ |
| Varios         | 6 de julio de 2018  | Descarga digital Streaming  | Island Records                  | [ 25 ] |
| Estados Unidos | 7 de agosto de 2018 | Rhythmic Contemporary radio | Island Records Republic Records | [ 26 ] |